# Faster Pussycat (album)
Faster Pussycat è l'omonimo primo album del gruppo musicale statunitense Faster Pussycat, uscito nel 1987 per l'Etichetta discografica Elektra Records.

## Tracce
1. Don't Change That Song (Downe, Steele) 3:40
2. Bathroom Wall (Downe) 3:40
3. No Room for Emotion (Downe, Muscat) 3:56
4. Cathouse (Downe) 3:42
5. Babylon (Downe, Steele) 3:14
6. Smash Alley (Downe, Muscat) 3:28
7. Shooting You Down (Downe) 3:46
8. City Has No Heart (Downe, Muscat) 4:19
9. Ship Rolls In (Downe, Steele) 3:26
10. Bottle in Front of Me (Downe, Muscat) 3:02

## Formazione
- Taime Downe - voce
- Greg Steele - chitarra
- Brent Muscat - chitarra
- Eric Stacy - basso elettrico
- Mark Michals - batteria

### Altre partecipazioni
- Greg Darling - piano e cori
- Riki Rachtman - Scratching
- Mitch Perry - chitarra